# Liste des longs métrages norvégiens proposés à l'Oscar du meilleur film international
Cet article présente la liste des longs métrages norvégiens proposés à l'Oscar du meilleur film international depuis 1958, lors de la 30e cérémonie des Oscars. La Norvège a ainsi proposé 36 films pour concourir dans cette catégorie ; parmi eux, 5 ont obtenu des nominations aux Oscars mais aucun n'a remporté le prix
L'Academy of Motion Picture Arts and Sciences (AMPAS) qui remet les Oscars du cinéma invite depuis 1957 les industries cinématographiques de tous les pays du monde à proposer le meilleur film de l'année pour concourir à l'Oscar du meilleur film en langue étrangère (autre que l'anglais). Le comité du prix supervise le processus et valide les films soumis. Par la suite, un vote à bulletin secret détermine les cinq nommés dans la catégorie, avant que le film lauréat ne soit élu par l'ensemble des membres de l'AMPAS, et que l'Oscar ne soit décerné lors de la cérémonie annuelle.

## Films proposés
| Année (cérémonie) | Titre français                          | Titre original                      | Réalisateur(s)                         | Résultat       |
| ----------------- | --------------------------------------- | ----------------------------------- | -------------------------------------- | -------------- |
| 1958              | Le Rescapé                              | Ni Liv                              | Arne Skouen                            | Nommé          |
| 1963              | Kalde spor (no)                         |                                     | Arne Skouen                            | Non nommé      |
| 1981              | Liv og død (no)                         |                                     | Petter Vennerød (no) et Svend Wam (no) | Non nommé      |
| 1982              | Julia Julia (no)                        |                                     | Petter Vennerød (no) et Svend Wam (no) | Non nommé      |
| 1983              | Leve sitt liv (no)                      |                                     | Petter Vennerød (no) et Svend Wam (no) | Non nommé      |
| 1985              | Høvdingen (no)                          |                                     | Terje Kristiansen (no)                 | Non nommé      |
| 1986              | Hustruer - ti år etter                  |                                     | Anja Breien                            | Non nommé      |
| 1987              | Hard Asfalt (no)                        |                                     | Sølve Skagen (no)                      | Non nommé      |
| 1988              | Le Passeur                              | Ofelaš                              | Nils Gaup                              | Nommé          |
| 1989              | Is-slottet (no)                         |                                     | Per Blom (no)                          | Non nommé      |
| 1990              | En håndfull tid (no)                    |                                     | Martin Asphaug (no)                    | Non nommé      |
| 1991              | Herman (no)                             |                                     | Erik Gustavson (no)                    | Non nommé      |
| 1992              | Frida – med hjertet i hånden (no)       |                                     | Berit Nesheim                          | Non nommé      |
| 1993              | Le Cœur du guerrier (no)                | Krigerens hjerte                    | Leidulv Risan (no)                     | Non nommé      |
| 1994              | Telegrafisten                           |                                     | Erik Gustavson (no)                    | Non nommé      |
| 1995              | L'Été des secrets                       | Ti kniver i hjertet                 | Marius Holst                           | Non nommé      |
| 1996              | Kristin Lavransdatter (no)              |                                     | Liv Ullmann                            | Non nommé      |
| 1997              | L'Envers du dimanche                    | Søndagsengler                       | Berit Nesheim                          | Nommé          |
| 1998              | Junk Mail                               | Budbringeren                        | Pål Sletaune                           | Non nommé      |
| 1999              | Bare skyer beveger stjernene (no)       |                                     | Torun Lian (no)                        | Non nommé      |
| 2000              | Suffløsen (no)                          |                                     | Hilde Heier (no)                       | Non nommé      |
| 2001              | Petit Bonhomme (no)                     | Da jeg traff Jesus... med sprettert | Stein Leikanger (no)                   | Non nommé      |
| 2002              | Elling                                  |                                     | Petter Næss                            | Nommé          |
| 2003              | Tyven, tyven (no)                       |                                     | Trygve Allister Diesen (no)            | Non nommé      |
| 2004              | Kitchen Stories : Chroniques de cuisine | Salmer fra kjøkkenet                | Bent Hamer                             | Non nommé      |
| 2005              | Hawaii, Oslo                            |                                     | Erik Poppe                             | Non nommé      |
| 2006              | Vinterkyss                              |                                     | Sara Johnsen                           | Non nommé      |
| 2007              | Nouvelle Donne                          | Reprise                             | Joachim Trier                          | Non nommé      |
| 2008              | Tatt av kvinnen (no)                    |                                     | Petter Næss                            | Non nommé      |
| 2009              | La Nouvelle vie de Monsieur Horten      | O' Horten                           | Bent Hamer                             | Non nommé      |
| 2010              | Max Manus, opération sabotage           | Max Manus                           | Joachim Rønning et Espen Sandberg      | Non nommé      |
| 2011              | Engelen (no)                            |                                     | Margreth Olin (no)                     | Non nommé      |
| 2012              | Happy Happy                             | Sykt lykkelig                       | Anne Sewitsky (no)                     | Non nommé      |
| 2013              | Kon-Tiki                                |                                     | Joachim Rønning et Espen Sandberg      | Nommé          |
| 2014              | Jeg er din                              |                                     | Iram Haq                               | Non nommé      |
| 2015              | 1001 Grammes                            | 1001 Gram                           | Bent Hamer                             | Non nommé      |
| 2016              | The Wave                                | Bølgen                              | Roar Uthaug                            | Non nommé      |
| 2017              | Ultimatum                               | Kongens nei                         | Erik Poppe                             | Préselectionné |
| 2018              | Thelma                                  |                                     | Joachim Trier                          | Non nommé      |
| 2019              | La Mauvaise Réputation                  | Hva vil folk si                     | Iram Haq                               | Non nommé      |
| 2020              | L'Été où mon père disparut              | Ut og stjæle hester                 | Hans Petter Moland                     | Non nommé      |
| 2021              | Espoir                                  | Håp                                 | Maria Sødahl (no)                      | Préselectionné |
| 2022              | Julie (en 12 chapitres)                 | Verdens verste menneske             | Joachim Trier                          | Nommé          |
| 2023              | Krigsseileren (no)                      |                                     | Gunnar Vikene                          | Non nommé      |
| 2024              | Fedrelandet (no)                        |                                     | Margreth Olin (no)                     | Non nommé      |